# Corbiniano di Frisinga
Corbiniano di Frisinga (Châtres, 680 circa – 8 settembre 730) è stato un monaco cristiano e vescovo francese, venerato come santo e patrono dell'arcidiocesi di Monaco e Frisinga.
La memoria liturgica cade l'8 settembre, mentre il 20 novembre si ricorda la traslazione delle reliquie dalla cappella di Castel San Zeno, presso Merano, alla cattedrale di Frisinga.
La sua vita e l'opera da lui svolta rientrano nel quadro delle missioni irlandesi sul continente e per questo Corbiniano è ritenuto un monaco insulare.

## Biografia
Le notizie sulla sua vita derivano quasi tutte dalla Vita Corbiniani che fu scritta nel 760 dal vescovo Aribo di Frisinga, quarto successore dello stesso Corbiniano, in occasione della traslazione delle reliquie. Lo scritto già all'epoca risultava di difficile lettura e solo 50 anni dopo la sua stesura venne rivisto e riscritto da un presbitero di Frisinga tradizionalmente identificato come Cozroh. Il testo presenta comunque diverse imprecisioni storiche e molti fatti sono narrati in tono leggendario. Una Vita con maggiore attendibilità è presente anche in Monumenta Germaniae Historica. 
Nacque a Châtres (Castrum), nei pressi di Melun, nell'attuale Francia da una famiglia di stirpe franca (taluni la ritengono bretone, ma i nomi dei familiari sembrano lasciare pochi dubbi). Il padre Waltekis (Valdegiso), di cui anche Corbiniano doveva portare il nome, morì prima della sua nascita e quindi gli fu imposto il nome della madre: Corbiniana. 
Fin dalla più giovane età avvertì l'inclinazione alla vita monacale e, alla morte della madre, si ritirò in un eremitaggio che lui stesso fece costruire a fianco della chiesa di San Germano nella sua città natale. Ben presto una ventina di compagni lo seguirono in questo stile di vita, mentre la sua fama di santità si estendeva alle regioni vicine.
A motivo della sua devozione a San Pietro intraprese con i compagni un pellegrinaggio a Roma (713?) dove papa Gregorio II, colpito dalla sua spiritualità, lo consacrò vescovo e gli affidò la missione di evangelizzare i territori della Baviera.
Per alcuni anni Corbiniano svolse il suo apostolato in maniera itinerante fino a che tornò a Roma (723) per chiedere l'esonero dalla missione. Il Papa rifiutò ed anzi gli ordinò di stabilirsi a Frisinga e di organizzare l'evangelizzazione di quelle zone.
Con l'aiuto del duca di Baviera, Grimoaldo, Corbiniano fondò il monastero di Santo Stefano che da quel momento in poi divenne la sua sede episcopale.
I rapporti con il duca si deteriorano quando questi, contro il volere papale, sposò Pilidrude vedova del fratello. Lo scontro divenne aspro e Corbiniano preferì ritirarsi presso la tomba di san Valentino a Maia e a Caines, vicino a Merano.
Quando Grimoaldo morì in battaglia, il suo successore Ugoberto richiamò il vescovo a Frisinga; Corbiniano rientrò, ma solo per morirvi poco dopo. Secondo le sue volontà venne seppellito nella chiesetta di San Zeno a Maia (Merano), accanto alla tomba di San Valentino. 
Benché la diocesi sia stata formalmente istituita dopo la morte del santo, egli viene comunemente considerato il fondatore e il primo vescovo di Frisinga.

## L'orso di San Corbiniano

Stemma di Benedetto XVI

L'elezione al soglio pontificio del cardinale Joseph Ratzinger con il nome di Benedetto XVI ha risvegliato l'interesse per la figura di San Corbiniano ed esteso la sua fama ben oltre la Baviera. Benedetto XVI è stato infatti successore di Corbiniano essendo stato arcivescovo di Monaco e Frisinga dal 1977 al 1982. Il Papa, inoltre, reca raffigurato nella cappa (parte di destra guardando) del proprio stemma l'orso di San Corbiniano. Al santo sono dedicate una parrocchia e una chiesa nuova a Roma-Infernetto come chiesa titolare per il successore di Ratzinger sulla cattedra monacense Reinhard Marx.
Questa immagine trae origine da una leggenda che vuole San Corbiniano assalito da un orso durante il suo secondo viaggio a Roma. A seguito di questo attacco l'orso uccise il mulo che portava i bagagli del santo. Irritato per il contrattempo Corbiniano ordinò all'orso di ammansirsi e di portare lui stesso i pesi che avrebbe dovuto portare il mulo. L'orso obbedì, si fece imporre il basto e placidamente seguì fino a Roma il santo dove questi lo affrancò dal suo impegno e lo lasciò libero.

## Galleria d'immagini
Scene della vita di San Corbiniano tratte da una pala posta nella cripta della Cattedrale di Frisinga

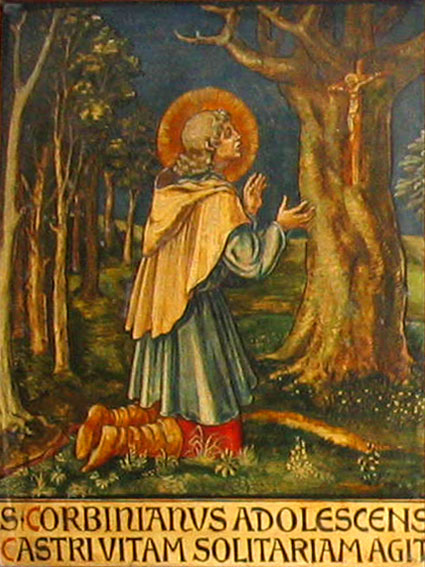
S. Corbinianus adolescens - Castri vitam solitariam agit - San Corbiniano, adolescente, conduce una vita di preghiera e solitudine
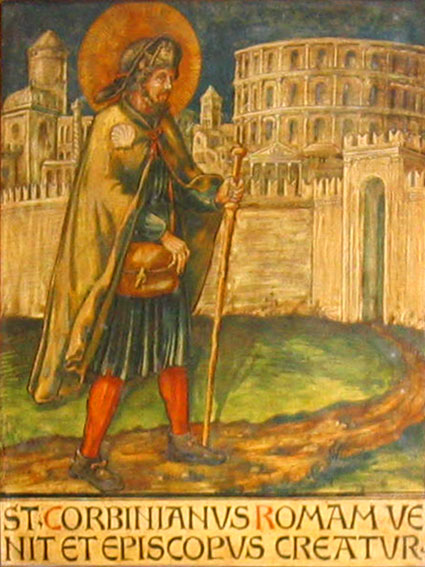
St. Corbinianus Romam venit et episcopus creatur - San Corbiniano, pellegrino a Roma, viene ordinato vescovo
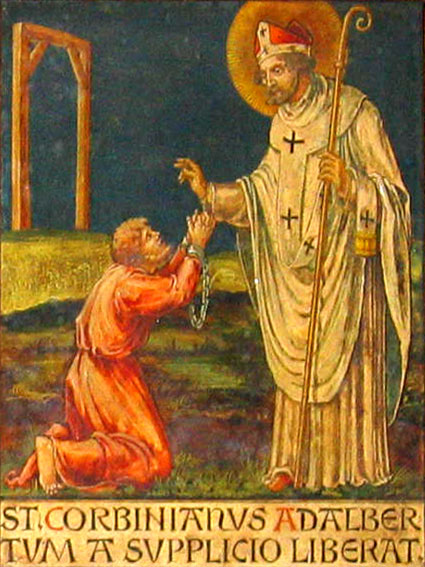
St. Corbinianus Adalbertum a supplicio liberat - San Corbiniano libera Adalberto da una pena
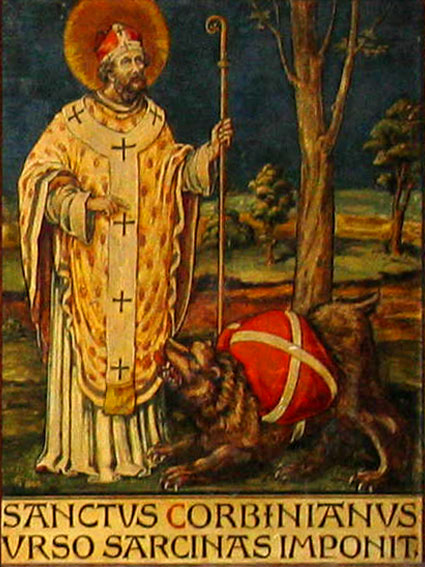
Sanctus Corbinianus urso sarcinas imponit - San Corbiniano ordina all'orso di portare il basto
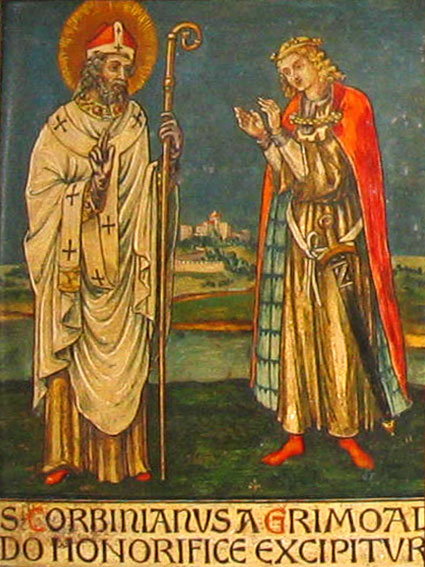
S. Corbinianus a Grimoaldo honorifice excipitur - San Corbiniano riceve gli omaggi del duca Grimoaldo
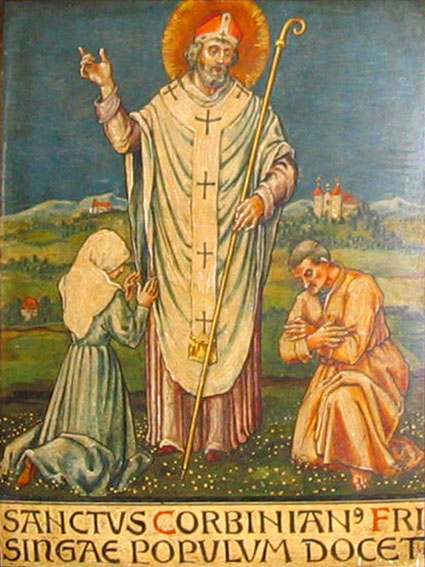
Sanctus Corbinian' Frisingae populum docet - San Corbiniano ammaestra le genti di Frisinga
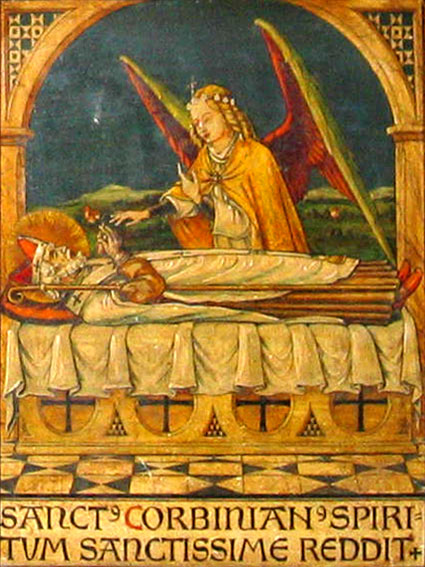
Sanct' Corbinian' spiritum sanctissime reddit - San Corbiniano spira tra le braccia di un angelo
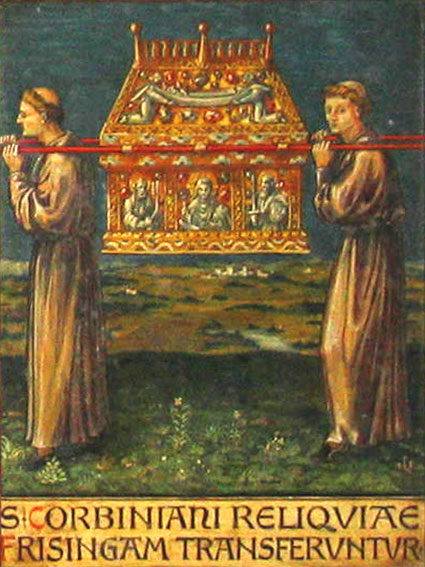
S. Corbiniani reliquiae Frisingam transferuntur - Le reliquie di San Corbiniano sono traslate a Frisinga